# Edmund Gwenn
Edmund Gwenn (Wandsworth, 26 de setembro de 1877 – Woodland Hills, 6 de setembro de 1959) era um ator inglês. No cinema, ele é mais lembrado por seu papel como Kris Kringle no filme de Natal Miracle on 34th Street (1947), pelo qual ganhou o Oscar de Melhor Ator Coadjuvante e o correspondente Globo de Ouro. Ele recebeu um segundo Globo de Ouro e outra indicação ao Oscar pelo filme de comédia Mister 880 (1950). Ele também é lembrado por ter participado de quatro filmes dirigidos por Alfred Hitchcock.
Como ator de teatro no West End e na Broadway, ele foi associado a uma ampla gama de obras de dramaturgos modernos, incluindo Bernard Shaw, John Galsworthy e J.B. Priestley. Após a Segunda Guerra Mundial, ele morou nos Estados Unidos, onde teve uma carreira de sucesso em Hollywood e na Broadway.

## Filmografia
- The Real Thing at Last (1916) como Rupert K. Thunder / Macbeth
- Unmarried (1920) como Simm Vandeleur
- The Skin Game (1921) como Hornblower
- How He Lied to Her Husband (1931) como Teddy Bompas
- The Skin Game (1931) como Mr. Hornblower
- Hindle Wakes (1931) como Chris Hawthorne
- Frail Women (1932) como The Bookmaker - Jim Willis
- Money for Nothing (1932) como Sir Henry Blossom
- Condemned to Death (1932) como Banting
- Love on Wheels (1932) como Philpotts
- Tell Me Tonight (1932) como Mayor Pategg
- The Good Companions (1933) como Jess Oakroyd
- Cash (1933) como Edmund Gilbert
- I Was a Spy (1933) como Burgomaster
- Smithy (1933) como John Smith
- Channel Crossing (1933) como Trotter
- Marooned (1933) como Tom Roberts
- Friday the Thirteenth (1933) como Mr Wakefield
- Early to Bed (1933) como Kruger
- Waltzes from Vienna (1934) como Johann Strauss, the Elder
- Warn London (1934) como Dr. Herman Krauss
- Passing Shadows (1934) como David Lawrence
- Java Head (1934) como Jeremy Ammidon
- The Admiral's Secret (1934) como Adm. Fitzporter
- Father and Son (1934) como John Bolton
- Spring in the Air (1934) como Franz
- The Bishop Misbehaves (1935) como Bishop
- Sylvia Scarlett (1935) como Henry Scarlett
- The Walking Dead (1936) como Dr. Beaumont
- Laburnum Grove (1936) como Mr. Radfern
- Anthony Adverse (1936) como John Bonnyfeather
- All American Chump (1936) como Jeffrey Crane
- Mad Holiday (1936) como Williams
- Parnell (1937) como Campbell
- South Riding (1938) como Alfred Huggins
- A Yank at Oxford (1938) como Dean of Cardinal
- Penny Paradise (1938) como Joe Higgins
- Cheer Boys Cheer (1939) como Edward Ironside
- The Earl of Chicago (1940) como Munsey, the Butler
- An Englishman's Home (1940) como Tom Brown
- The Doctor Takes a Wife (1940) como Dr. Lionel Sterling
- Pride and Prejudice (1940) como Mr. Bennet
- Foreign Correspondent (1940) como Rowley
- Cheers for Miss Bishop (1941) como President Corcoran
- Scotland Yard (1941) como Insp. Cork
- The Devil and Miss Jones (1941) como Hooper
- One Night in Lisbon (1941) como Lord Fitzleigh
- Charley's Aunt (1941) como Stephen Spettigue
- A Yank at Eton (1942) como Headmaster Justin
- Forever and a Day (1943) como Stubbs
- The Meanest Man in the World (1943) como Frederick P. Leggitt
- Lassie Come Home (1943) como Rowlie
- Between Two Worlds (1944) como Scrubby
- The Keys of the Kingdom (1944) como Father Hamish MacNabb
- Dangerous Partners (1945) como Albert Richard Kingby
- Bewitched (1945) como Dr. Bergson
- She Went to the Races (1945) como Dr. Homer Pecke
- Of Human Bondage (1946) como Athelny
- Undercurrent (1946) como Prof. 'Dink' Hamilton
- Miracle on 34th Street (1947) como Kris Kringle
- Life with Father (1947) como Rev. Dr. Lloyd
- Thunder in the Valley (1947) como Adam MacAdam
- Green Dolphin Street (1947) como Octavius Patourel
- Apartment for Peggy (1948) como Prof. Henry Barnes
- Hills of Home (1948) como Dr. William MacLure
- Challenge to Lassie (1949) como John Traill
- A Woman of Distinction (1950) como Mark 'J.M.' Middlecott
- Louisa (1950) como Henry Hammond
- Pretty Baby (1950) como Cyrus Baxter
- Mister 880 (1950) como William 'Skipper' Miller
- For Heaven's Sake (1950) como Arthur
- Peking Express (1951) como Father Joseph Murray
- Sally and Saint Anne (1952) como Grandpa Pat Ryan
- Les Misérables (1952) como Bishop Courbet
- Bonzo Goes to College (1952) como Ted 'Pop' Drew
- Something for the Birds (1952) como 'Admiral' Johnnie Adams
- Mister Scoutmaster (1953) como Dr. Stone
- The Bigamist (1953) como Mr. Jordan
- The Student Prince (1954) como Prof. Juttner
- Them! (1954) como Dr. Harold Medford
- The Trouble with Harry (1955) como Capt. Albert Wiles
- It's a Dog's Life (1955) como Jeremiah Edward Emmett Augustus Nolan
- Calabuch (1956, U.S. title The Rocket from Calabuch) como Prof. Jorge Serra Hamilton